# Seven Doors Hotel
«Seven Doors Hotel» es el primer sencillo lanzado por la banda sueca de glam rock Europe, incluido en su álbum debut de 1983 que lleva el mismo nombre de la agrupación. La canción fue  escrita por Joey Tempest y Tony Reno.  
Tempest se inspiró para escribir la canción después de ver el filme italiano de horror, The Beyond.
En 1985, Europe grabó una nueva versión de la canción, la cual fue usada como un lado B para el exitoso sencillo "Rock the Night".

## Personal

### Versión 1983
- Joey Tempest − Vocalista, Teclado
- John Norum − Guitarra
- John Levén − Bajo
- Tony Reno − Batería

### Versión 1985
- Joey Tempest − vocalista
- John Norum − guitarra
- John Levén − bajo
- Mic Michaeli − teclado
- Ian Haugland − batería